# Добровляны (усадьба)

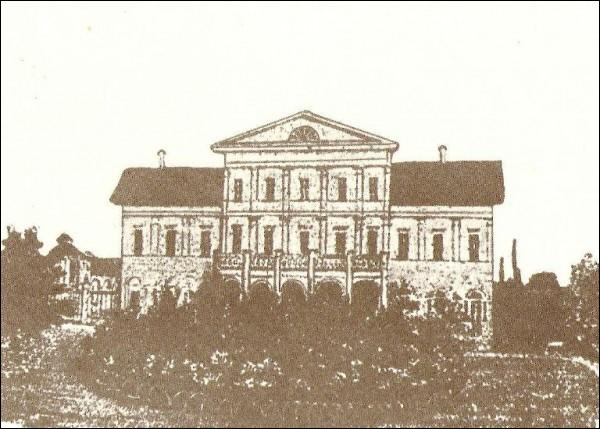
Усадьба на литографии К. Бахматовича

Добровляны (Dobrowlany) — шляхетская усадьба XVIII—XIX вв., существовавшая в одноимённом селе Ошмянского уезда Гродненской губернии.

## История усадьбы
Первый барский дом был возведён в XVIII веке при Сангушках. В 1823—1830 полностью перестроен новым владельцем — Адамом Гюнтером (Adam Günther) и его женой Констанцией из рода Тизенгаузов. В оформлении усадебной церкви были использованы готические мотивы. Ландшафтный парк с романтическими постройками (вроде Египетских ворот) был разбит по образу и подобию знаменитого парка в Пулавах. После смерти Адама усадьба была разделена между его тремя дочерями. Сохранилась литография Казимира Бахматовича 1835 года с изображением дворца Гюнтеров, а также немецкая открытка 1917 года, на которой изображен дворец накануне пожара. В имении Гюнтеров имелась богатая библиотека.
В 1851 году Адам Гюнтер разделил своё имущество между тремя дочерьми: Матильдой Бучинской, Идой Мостовской и Габриэлой Пузыной. В денежном эквиваленте на долю каждой из сестёр приходилось по 116 992 рубля серебром и 33 1/3 копеек. Тогда Матильда взяла себе Добровляны и фольварк Надбрезье с доплатой сестрам по 21 326 рублей серебром.
Жизнь имения описана в мемуарах младшей дочери Адама Гюнтера (Альбины-Габриелы Пузыны) и в произведении Игнатия Ходько «Проклятый», написанном на основе местной легенды. Усадьба сильно пострадала в годы Первой мировой войны и после революции 1917 года была сожжена крестьянами. Сохранилась только краснокирпичная хозяйственная постройка XVIII века.